# Temporada 2021 del Campeonato de Super Fórmula Japonesa
La temporada 2021 del Campeonato de Super Fórmula Japonesa fue la 35.ª temporada de dicho campeonato, y la novena con la actual denominación.
Tomoki Nojiri se quedó con el Campeonato de Pilotos en Motegi al sacarle 32.5 puntos de diferencia a Yuhi Sekiguchi.

## Escuderías y pilotos
| Escudería                    | Motor  | N.º | Piloto              | Rondas   |
| ---------------------------- | ------ | --- | ------------------- | -------- |
| TCS Nakajima Racing          | Honda  | 1   | Naoki Yamamoto      | Todas    |
| TCS Nakajima Racing          | Honda  | 64  | Toshiki Oyu         | Todas    |
| Docomo Team Dandelion Racing | Honda  | 5   | Nirei Fukuzumi      | Todas    |
| Docomo Team Dandelion Racing | Honda  | 6   | Ukyo Sasahara       | 1-2      |
| Docomo Team Dandelion Racing | Honda  | 6   | Tadasuke Makino     | 3-7      |
| Drago Corse with ThreeBond   | Honda  | 12  | Tatiana Calderón    | 1-2, 6-7 |
| Drago Corse with ThreeBond   | Honda  | 12  | Koudai Tsukakoshi   | 3-5      |
| Red Bull Mugen Team Goh      | Honda  | 15  | Hiroki Otsu         | Todas    |
| Team Mugen                   | Honda  | 16  | Tomoki Nojiri       | Todas    |
| B-Max Racing                 | Honda  | 51  | Nobuharu Matsushita | 2-7      |
| Kondō Racing                 | Toyota | 3   | Kenta Yamashita     | Todas    |
| Kondō Racing                 | Toyota | 4   | Yuichi Nakayama     | 1-5      |
| Kondō Racing                 | Toyota | 4   | Sacha Fenestraz     | 6-7      |
| carrozzeria Team KCMG        | Toyota | 7   | Kazuto Kotaka       | 1-5, 7   |
| carrozzeria Team KCMG        | Toyota | 7   | Kamui Kobayashi     | 6        |
| carrozzeria Team KCMG        | Toyota | 18  | Yuji Kunimoto       | Todas    |
| NTT communications ROOKIE    | Toyota | 14  | Kazuya Oshima       | Todas    |
| carenex Team Impul           | Toyota | 19  | Yuhi Sekiguchi      | Todas    |
| carenex Team Impul           | Toyota | 20  | Ryō Hirakawa        | 1-3, 5-7 |
| carenex Team Impul           | Toyota | 20  | Mitsunori Takaboshi | 4        |
| Kuo Vantelin Team TOM'S      | Toyota | 36  | Kazuki Nakajima     | 1, 6     |
| Kuo Vantelin Team TOM'S      | Toyota | 36  | Giuliano Alesi      | 2-5, 7   |
| Kuo Vantelin Team TOM'S      | Toyota | 37  | Ritomo Miyata       | Todas    |
| P.mu/cerumo・INGING          | Toyota | 38  | Sho Tsuboi          | Todas    |
| P.mu/cerumo・INGING          | Toyota | 39  | Sena Sakaguchi      | Todas    |

## Calendario
| Ronda    | Circuito                     | Fecha         |
| -------- | ---------------------------- | ------------- |
| 1        | Fuji Speedway, Oyama         | 4 de abril    |
| 2        | Circuito de Suzuka, Suzuka 1 | 25 de abril   |
| 3        | Autopolis, Ōita              | 16 de mayo    |
| 4        | Sportsland SUGO, Murata      | 20 de junio   |
| 5        | Twin Ring Motegi, Motegi 1   | 29 de agosto  |
| 6        | Twin Ring Motegi, Motegi 2   | 17 de octubre |
| 7        | Circuito de Suzuka, Suzuka 2 | 31 de octubre |
| Fuentes: |                              |               |

## Resultados

### Entrenamientos

#### Pretemporada
| N.º | Circuito           | Fecha       | Sesión | Mejor clasificado | Mejor clasificado            | Mejor clasificado | Mejor clasificado |
| N.º | Circuito           | Fecha       | Sesión | Piloto            | Escudería                    | Tiempo            | Vueltas           |
| --- | ------------------ | ----------- | ------ | ----------------- | ---------------------------- | ----------------- | ----------------- |
| 1   | Circuito de Suzuka | 11 de marzo | Mañana | Ukyo Sasahara     | Docomo Team Dandelion Racing | 1:36.805          | 33                |
| 1   | Circuito de Suzuka | 11 de marzo | Tarde  | Yuhi Sekiguchi    | carenex Team Impul           | 1:36.822          | 26                |
| 1   | Circuito de Suzuka | 12 de marzo | Mañana | Ryō Hirakawa      | carenex Team Impul           | 1:36.355          | 35                |
| 1   | Circuito de Suzuka | 12 de marzo | Tarde  | Sena Sakaguchi    | P.mu/cerumo・INGING          | 1:53.202          | 11                |
| 2   | Fuji Speedway      | 23 de marzo | Mañana | Ryō Hirakawa      | carenex Team Impul           | 1:21.844          | 34                |
| 2   | Fuji Speedway      | 23 de marzo | Tarde  | Toshiki Oyu       | TCS Nakajima Racing          | 1:21.371          | 36                |
| 2   | Fuji Speedway      | 24 de marzo | Mañana | Nirei Fukuzumi    | Docomo Team Dandelion Racing | 1:21.687          | 27                |
| 2   | Fuji Speedway      | 24 de marzo | Tarde  | Ryō Hirakawa      | carenex Team Impul           | 1:22.148          | 46                |

#### Postemporada
| Circuito           | Fecha          | Sesión | Mejor clasificado   | Mejor clasificado            | Mejor clasificado | Mejor clasificado |
| Circuito           | Fecha          | Sesión | Piloto              | Escudería                    | Tiempo            | Vueltas           |
| ------------------ | -------------- | ------ | ------------------- | ---------------------------- | ----------------- | ----------------- |
| Circuito de Suzuka | 7 de diciembre | Mañana | Toshiki Oyu         | TCS Nakajima Racing          | 1:51.935          | 13                |
| Circuito de Suzuka | 7 de diciembre | Tarde  | Nobuharu Matsushita | B-Max Racing                 | 1:53.800          | 16                |
| Circuito de Suzuka | 8 de diciembre | Mañana | Hiroki Otsu         | Docomo Team Dandelion Racing | 1:36.658          | 29                |
| Circuito de Suzuka | 8 de diciembre | Tarde  | Toshiki Oyu         | TCS Nakajima Racing          | 1:36.092          | 27                |
| Circuito de Suzuka | 9 de diciembre | Mañana | Ren Sato            | Red Bull Mugen Team Goh      | 1:37.112          | 18                |
| Circuito de Suzuka | 9 de diciembre | Tarde  | Ren Sato            | Red Bull Mugen Team Goh      | 1:37.283          | 10                |

### Temporada
| Ronda | Ronda                | Pole Position       | Vuelta rápida  | Piloto ganador | Escudería ganadora           |
| ----- | -------------------- | ------------------- | -------------- | -------------- | ---------------------------- |
| 1     | Fuji Speedway        | Tomoki Nojiri       | Toshiki Oyu    | Tomoki Nojiri  | Team Mugen                   |
| 2     | Circuito de Suzuka 1 | Nirei Fukuzumi      | Hiroki Otsu    | Tomoki Nojiri  | Team Mugen                   |
| 3     | Autopolis            | Giuliano Alesi      | Tomoki Nojiri  | Giuliano Alesi | Kuo Vantelin Team TOM'S      |
| 4     | Sportsland SUGO      | Yuhi Sekiguchi      | Tomoki Nojiri  | Nirei Fukuzumi | Docomo Team Dandelion Racing |
| 5     | Twin Ring Motegi 1   | Tomoki Nojiri       | Yuhi Sekiguchi | Tomoki Nojiri  | Team Mugen                   |
| 6     | Twin Ring Motegi 2   | Hiroki Otsu         | Toshiki Oyu    | Hiroki Otsu    | Team Mugen                   |
| 7     | Circuito de Suzuka 2 | Nobuharu Matsushita | Tomoki Nojiri  | Nirei Fukuzumi | Docomo Team Dandelion Racing |

## Clasificaciones

### Sistema de puntuación
Carrera
| Posición | 1.º | 2.º | 3.º | 4.º | 5.º | 6.º | 7.º | 8.º | 9.º | 10.º |
| Puntos   | 20  | 15  | 11  | 8   | 6   | 5   | 4   | 3   | 2   | 1    |

Clasificación
| Posición | 1.º | 2.º | 3.º |
| Puntos   | 3   | 2   | 1   |

### Campeonato de Pilotos
| Pos. | Piloto              | FUJ | SUZ1 | AUT | SUG | MOT1 | MOT2 | SUZ2 | Puntos |
| ---- | ------------------- | --- | ---- | --- | --- | ---- | ---- | ---- | ------ |
| 1    | Tomoki Nojiri       | 1   | 12   | 5   | 6   | 1    | 53   | 3    | 86     |
| 2    | Nirei Fukuzumi      | 3   | Ret1 | 13  | 1   | Ret  | 12   | 13   | 55     |
| 3    | Yuhi Sekiguchi      | 17† | 4    | 10  | 31  | 2    | 4    | 4    | 55     |
| 4    | Ryō Hirakawa        | 4   | 2    | Ret |     | 4    | Ret  | 2    | 46     |
| 5    | Toshiki Oyu         | 2   | 103  | 7   | 2   | 6    | 14   | 112  | 41     |
| 6    | Hiroki Otsu         | 16  | 5    | 6   | 10  | 10   | 1    | 5    | 38.5   |
| 7    | Sena Sakaguchi      | 9   | 11   | 23  | 83  | 5    | 2    | 13   | 35.5   |
| 8    | Nobuharu Matsushita |     | 13   | 3   | 4   | 3    | 6    | 121  | 33.5   |
| 9    | Tadasuke Makino     |     |      | 14  | 52  | 7    | 3    | 10   | 24     |
| 10   | Ritomo Miyata       | 7   | 6    | 42  | 7   | 8    | 9    | 14   | 22     |
| 11   | Giuliano Alesi      |     | 9    | 1   | 9   | 16   |      | 8    | 20     |
| 12   | Ukyo Sasahara       | 53  | 3    |     |     |      |      |      | 18     |
| 13   | Naoki Yamamoto      | 6   | 8    | 9   | 12  | 12   | Ret2 | 9    | 13     |
| 14   | Kenta Yamashita     | 12  | 12   | 11  | 14  | 15   | 8    | 6    | 8      |
| 15   | Sho Tsuboi          | Ret | 7    | Ret | 15  | 9    | Ret  | 16   | 6      |
| 16   | Kazuki Nakajima     | 11  |      |     |     |      | 7    |      | 4      |
| 17   | Sacha Fenestraz     |     |      |     |     |      | 13   | 7    | 4      |
| 18   | Yuji Kunimoto       | 8   | Ret  | Ret | 13  | 11   | Ret  | 15   | 3      |
| 19   | Kazuya Oshima       | 10  | 15   | 8   | 18  | Ret  | 11   | 17   | 2.5    |
| 20   | Kamui Kobayashi     |     |      |     |     |      | 10   |      | 1      |
| 21   | Mitsunori Takaboshi |     |      |     | 11  |      |      |      | 0      |
| 22   | Koudai Tsukakoshi   |     |      | 12  | 16  | Ret  |      |      | 0      |
| 23   | Yuichi Nakayama     | 14  | 14   | 15  | Ret | 13   |      |      | 0      |
| 24   | Tatiana Calderón    | 13  | 17   |     |     |      | Ret  | 19   | 0      |
| 25   | Kazuto Kotaka       | 15  | 16   | 16† | 17  | 14   |      | 18   | 0      |
| Pos. | Piloto              | FUJ | SUZ1 | AUT | SUG | MOT1 | MOT2 | SUZ2 | Puntos |

| Color     | Resultado                                                               |
| --------- | ----------------------------------------------------------------------- |
| Oro       | Ganador                                                                 |
| Plata     | 2.ª plaza                                                               |
| Bronce    | 3.ª plaza                                                               |
| Verde     | Finalizó en los puntos                                                  |
| Azul      | Finalizó sin puntos                                                     |
| Azul      | NC - No clasificado                                                     |
| Violeta   | Ret - No terminó (Carrera)                                              |
| Rojo      | DNQ - No se clasificó                                                   |
| Negro     | DSQ - Descalificado                                                     |
| Blanco    | DNS - No empezó (carrera)                                               |
| Blanco    | WD - Retirado (fin de semana)                                           |
| Blanco    | C - Carrera cancelada                                                   |
| Sin color | DNP - Inscrito pero no participó                                        |
| Sin color | INJ - Lesionado                                                         |
| Sin color | EX - Excluido                                                           |
| Estado    | Resultado                                                               |
| Negrita   | Pole position                                                           |
| Cursiva   | Vuelta rápida                                                           |
| †         | Abandona, pero clasifica al completar el porcentaje requerido para ello |

Fuente: Super Fórmula.

### Campeonato de Escuderías
| Pos. | Escudería                    | N.º | FUJ | SUZ1 | AUT | SUG | MOT1 | MOT2 | SUZ2 | Puntos |
| ---- | ---------------------------- | --- | --- | ---- | --- | --- | ---- | ---- | ---- | ------ |
| 1    | carenex Team Impul           | 19  | 17† | 4    | 10  | 31  | 2    | 4    | 4    | 88     |
| 1    | carenex Team Impul           | 20  | 4   | 2    | Ret | 11  | 4    | Ret  | 2    | 88     |
| 2    | Docomo Team Dandelion Racing | 5   | 3   | Ret1 | 13  | 1   | Ret  | 12   | 13   | 86     |
| 2    | Docomo Team Dandelion Racing | 6   | 53  | 3    | 14  | 52  | 7    | 3    | 10   | 86     |
| 3    | Team Mugen                   | 16  | 1   | 12   | 5   | 6   | 1    | 53   | 3    | 77     |
| 4    | TCS Nakajima Racing          | 1   | 6   | 8    | 9   | 12  | 12   | Ret2 | 9    | 47     |
| 4    | TCS Nakajima Racing          | 64  | 2   | 103  | 7   | 2   | 6    | 14   | 112  | 47     |
| 5    | P.mu/cerumo・INGING          | 38  | Ret | 7    | Ret | 15  | 9    | Ret  | 16   | 37.5   |
| 5    | P.mu/cerumo・INGING          | 39  | 9   | 11   | 23  | 83  | 5    | 2    | 13   | 37.5   |
| 6    | Kuo Vantelin Team TOM'S      | 36  | 11  | 9    | 1   | 9   | 16   | 7    | 8    | 37     |
| 6    | Kuo Vantelin Team TOM'S      | 37  | 7   | 6    | 42  | 7   | 8    | 9    | 14   | 37     |
| 7    | Red Bull Mugen Team Goh      | 15  | 16  | 5    | 6   | 10  | 10   | 1    | 5    | 35.5   |
| 8    | B-Max Racing                 | 51  |     | 13   | 3   | 4   | 3    | 6    | 121  | 29.5   |
| 9    | Kondō Racing                 | 3   | 12  | 12   | 11  | 14  | 15   | 8    | 6    | 12     |
| 9    | Kondō Racing                 | 4   | 14  | 14   | 15  | Ret | 13   | 13   | 7    | 12     |
| 10   | carrozzeria Team KCMG        | 7   | 15  | 16   | 16† | 17  | 14   | 10   | 18   | 4      |
| 10   | carrozzeria Team KCMG        | 18  | 8   | Ret  | Ret | 13  | 11   | Ret  | 15   | 4      |
| 11   | NTT communications ROOKIE    | 14  | 10  | 15   | 8   | 18  | Ret  | 11   | 17   | 2.5    |
| 12   | Drago Corse with ThreeBond   | 12  | 13  | 17   | 12  | 16  | Ret  | Ret  | 19   | 0      |
| Pos. | Escudería                    | N.º | FUJ | SUZ1 | AUT | SUG | MOT1 | MOT2 | SUZ2 | Puntos |

| Color     | Resultado                                                               |
| --------- | ----------------------------------------------------------------------- |
| Oro       | Ganador                                                                 |
| Plata     | 2.ª plaza                                                               |
| Bronce    | 3.ª plaza                                                               |
| Verde     | Finalizó en los puntos                                                  |
| Azul      | Finalizó sin puntos                                                     |
| Azul      | NC - No clasificado                                                     |
| Violeta   | Ret - No terminó (Carrera)                                              |
| Rojo      | DNQ - No se clasificó                                                   |
| Negro     | DSQ - Descalificado                                                     |
| Blanco    | DNS - No empezó (carrera)                                               |
| Blanco    | WD - Retirado (fin de semana)                                           |
| Blanco    | C - Carrera cancelada                                                   |
| Sin color | DNP - Inscrito pero no participó                                        |
| Sin color | INJ - Lesionado                                                         |
| Sin color | EX - Excluido                                                           |
| Estado    | Resultado                                                               |
| Negrita   | Pole position                                                           |
| Cursiva   | Vuelta rápida                                                           |
| †         | Abandona, pero clasifica al completar el porcentaje requerido para ello |

Fuente: Super Fórmula.